# Sumatra-Doppelmesser
Das Sumatra-Doppelmesser ist eine Waffe aus Sumatra, die auch als Werkzeug genutzt wird.

## Beschreibung
Das Sumatra-Doppelmesser hat zwei unterschiedliche Klingen von meist ungleicher Länge. Die einzelnen Klingen sind einschneidig und glatt. Das Heft gibt es in verschiedenen Versionen, die in der Regel sehr einfach sind. Es besteht aus Holz und wird vom Knauf zur Klinge hin breiter. Es ist mit Bändern aus Metall oder mit Rattanschnüren gebunden, die große Ähnlichkeit mit Bambus aufweisen. Die Scheiden sind im Ortbereich leicht umgebogen und bestehen meist ebenfalls aus Holz. Sie sind ähnlich wie das Heft gearbeitet. Andere Versionen der Scheiden und Hefte bestehen aus Metall und sind reich verziert. Bei diesen Versionen sind die Hefte oft zu Figuren geformt. Es wird von Ethnien aus Sumatra benutzt.